# Le Néant quotidien

Le Néant quotidien (titre original en espagnol : La Nada cotidiana) est un roman de l'écrivaine cubaine Zoé Valdés publié en 1995. 

## Résumé
Patrie, l'héroine du roman, est née un 2 mai. Son père très déçu qu'elle soit née un jour après le 1 mai, date anniversaire de la révolution, lui donne le prénom de Patrie. Che Guevara déposera le drapeau cubain sur le ventre de sa mère lors de sa venue au monde.

## Analyse
Le Néant quotidien, le deuxième ouvrage de Zoé Valdés, retrace l'histoire d'une jeune cubaine qui lui ressemble.

## Reconnaissance
- Le Néant quotidien est cité parmi « Les cent meilleurs romans en espagnol du XXe siècle » sélectionnés par El Mundo (elmundolibro.com)[3].

## Éditions
- Édition originale : La Nada cotidiana, 1995.
- Édition française : Le Néant quotidien, trad. Carmen Val Julián, Actes Sud, 1997.